# Le chasseur déprime
Le chasseur déprime est un album de Jean Giraud/Mœbius publié en 2008 aux éditions Stardom. Il raconte les aventures du Major Guber et fait thématiquement suite à Major fatal (1979) et L’homme du Ciguri (1995). L'album contient une préface de Jean-Pierre Dionnet et 51 planches de bande dessinée en noir et blanc.

## Album
- Le chasseur déprime ,  Stardom, 2008
Scénario et dessin :  Moebius - Couleurs : N&B -   (ISBN 9782908766479)

## Synopsis
Le Major Gruber a créé le Garage Hermétique et les mondes qui le composent. Mais toutes ses créations ne l'intéressent plus vraiment. Il a pris quelques vacances dans une de ses villes, Chalatong. Alors qu'il réfléchit à retourner sur terre, il apprend qu'il est  sous la menace d'une nouvelle attaque de magie Tar'Hai. Il décide de se faire passer pour un tueur à gages qui accepeterait un contrat contre lui-même pour y échapper. Il décide d'aller dans la ville de Outaland. Il prend une navette et le chauffeur Jaz lui conseille de rencontrer une survireuse pour tenter de sortir de la magie initiée contre lui. La survireuse Tatiana Van Peebles l'emmène en voiture anti-grav au Monastère des archers et au Temple. Le traitement commence et la survireuse l'emmène dans un rêve. Il rencontre un homme qui l'avertit d'un danger et lui donne une boite pour s'éveiller à l'intérieur de son rêve. Cela lui permet d'entrer dans son deuxième rêve. Il se retrouve devant une pile de livres et une licorne lui dit d'en prendre un. La survireuse le réveille finalement. Mais le Major a été piégé et se retrouve dans des rêves emboités. Il erre dans un désert au milieu duquel trone un batiment qui est un musée. Il entre dans le bâtiment et se retrouve face à Harry, le gardien à tête de lapin. Celui-ci l'autorise à visiter. Le major s'endort dans ce rêve puis se réveille en gardien de musée. Le Major se retrouve face à un crâne de cristal. Il résiste, et se retrouve de nouveau dans le désert avec l'homme qui lui avait donné la boite. Il découvre qu'il est un autre lui-même venu d'une terre aléatoire. Attaqués par une armée de lapins géants, ils réussissent à s'enfuir. Il a échappé au piège de la survireuse. Dans son vaisseau, le Major et son acolyte arrivent sur une Terre alternative du nom de Laotra.

## Personnages
- Major Gruber a créé le monde du garage hermétique et y évolue.
- Jaz pilote de navette TaxiZ qui permet au Major de voyager.
- Tatiana Van Peebles Une survireuse que le Major va consulter
- Harry Un géant à tête de lapin, gardien du musée du désert

## Analyse
Ce dernier livre de Moebius semble être la suite du Garage Hermétique mais veut surtout initier une nouvelle série. Tout comme les livres précédents, le style des dessins est changeant en fonction des pages. Moebius signant et datant chaque planche, on voit aussi que les planches ne sont pas dans l'ordre chronologique et représentent finalement une période de treize ans de conception sur l'ensemble de l'album. Comme le note Mickael Géreaume: « Avec Le chasseur déprime et à l’instar du major qui se promène dans le monde artificiel qu’il a créé, Moebius se promène dans ses dessins. Il les traite comme une matière première qu’il peut découper et réagencer comme bon lui semble ».
Allison Reber écrit sur ce livre: « 32 ans après le début de ses délirantes aventures, le Major fatal reprend du service et c’est un vrai bonheur. Comme à l’époque, Mœbius laisse libre cours à son imagination et applique à la lettre – mais pour le dessin – le concept d’écriture automatique ».
Le livre est typique de l'univers Moebiusien, reprenant les codes narratifs et les personnages du garage Hermétique, dont le Major Gruber. Comme l'écrit M.Géreaume: « Si l'histoire en elle-même est un peu difficile à suivre pour les non-initiés aux univers de Moebius, les amateurs seront aux anges ! On retrouve cette ambiance atypique où l'humour a une place particulière ».
Ce livre est publié en 2008 alors que la précédente BD de Moebius datait de 2001. L'attente a été longue mais les critiques sont positives comme le note Charles-Louis Dutournay: « Rompant avec la mise en couleurs parfois osée que les Humanos avait imposée à l’homme du Ciguri, Moebius renoue avec un noir et blanc libéré, nous laissant profiter de la justesse de son trait et de l’espace de sa mise en page ». Il complète en faisant l'hypothèse que la dépression de Grubert est aussi une mélancolie de l'auteur: « Via Grubert, cet album, qui n’est donc pas la suite du Major Fatal mais bien une nouvelle aventure, est sans doute la meilleure approche autobiographique de l’auteur (ennui de son œuvre, dépression, ouverture vers la peinture et l’importante part du rêve) ».